# Khayala Isgandarova
Khayala Isgandarova (àzeri) o Hayala İskenderova (turc) (20 d'octubre de 1988) és una jugadora d'escacs turca d'origen àzeri que té el títol de Mestre Internacional Femení des del 2009. İskenderova és integrant de la selecció nacional femenina d'escacs de Turquia.
Tot i que roman inactiva des de desembre de 2018, a la llista d'Elo de la FIDE del desembre de 2021, hi tenia un Elo de 2204 punts, cosa que en feia la jugadora número 4 (femenina) de Turquia. El seu màxim Elo va ser de 2257 punts, a la llista del maig de 2017.

## Resultats destacats en competició
En el Campionat d'escacs de Turquia de 2015 fou subcampiona, i en els anys 2014 i 2016 fou tercera.

### Participació en olimpíades d'escacs
Isgandarova ha participat, representant l'Azerbaidjan i Turquia, en cinc Olimpíades d'escacs entre els anys 2006 i 2014 (un cop com a 1r tauler), amb un resultat de (+13 =12 –14), per un 48,7% de la puntuació. El seu millor resultat el va fer a l'Olimpíada del 2008 en puntuar 4½ de 8 (+3 =3 -2), amb el 56,6% de la puntuació, amb una performance de 2309.